# Hays (Texas)
Hays es una ciudad ubicada en el condado de Hays en el estado estadounidense de Texas. En el Censo de 2010 tenía una población de 217 habitantes y una densidad poblacional de 374,04 personas por km².

## Geografía
Hays se encuentra ubicada en las coordenadas 30°7′18″N 97°52′21″O / 30.12167, -97.87250. Según la Oficina del Censo de los Estados Unidos, Hays tiene una superficie total de 0.58 km², de la cual 0.58 km² corresponden a tierra firme y (0%) 0 km² es agua.

## Demografía
Según el censo de 2010, había 217 personas residiendo en Hays. La densidad de población era de 374,04 hab./km². De los 217 habitantes, Hays estaba compuesto por el 94.47% blancos, el 1.38% eran afroamericanos, el 0.46% eran amerindios, el 0.46% eran asiáticos, el 0% eran isleños del Pacífico, el 1.84% eran de otras razas y el 1.38% pertenecían a dos o más razas. Del total de la población el 14.75% eran hispanos o latinos de cualquier raza.